# 罗什 (沃州)
罗什（法語：Roche）是瑞士联邦西部法语区的沃州下设的一个镇。在行政上属于埃格勒区管辖。罗什的总面积为6.44平方公里。截至2010年底，总人口为1,000。